# Fietta Jarque

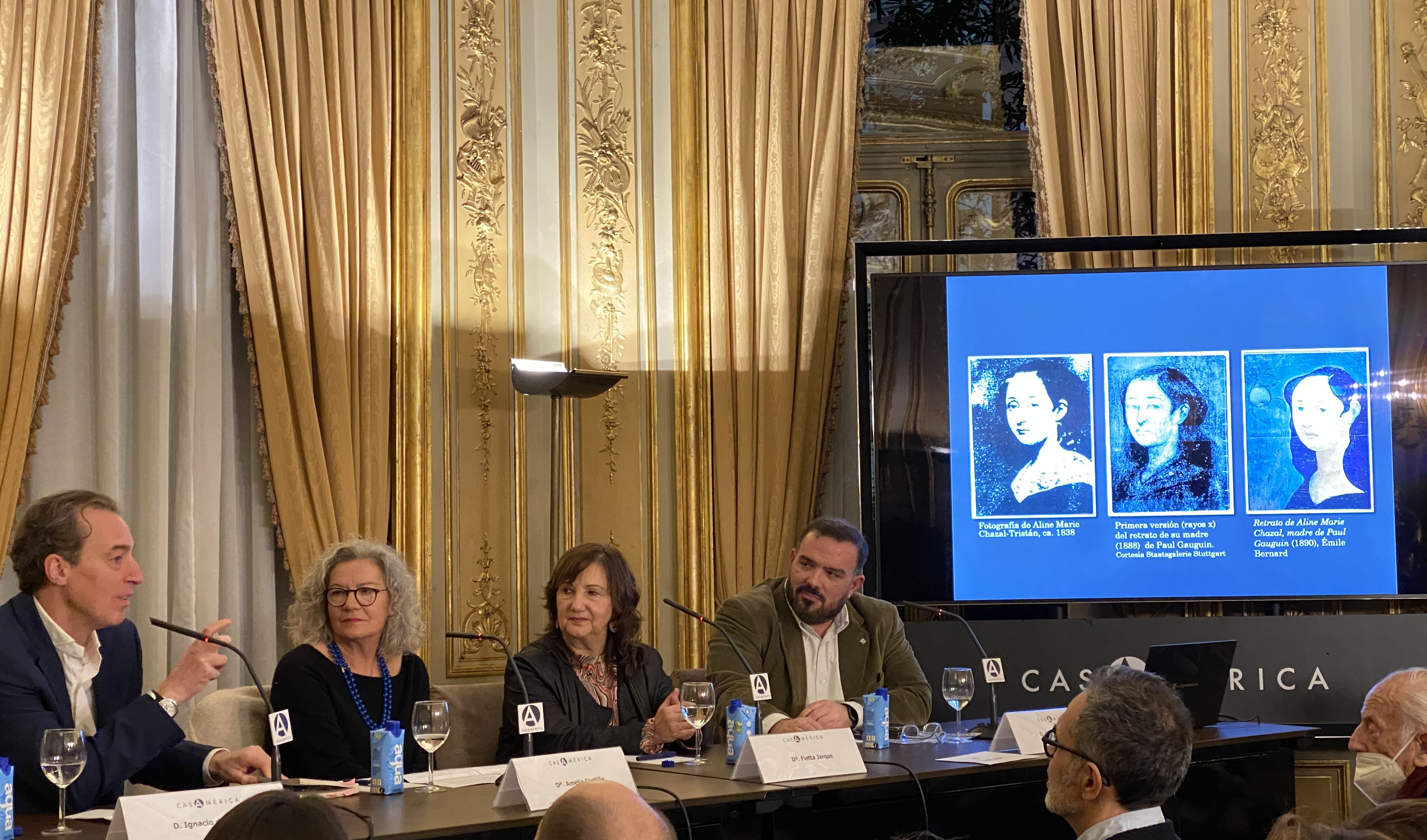
En Madrid año 2023, con los participantes en la presentación de su libro Madame Gauguin.

Fietta Jarque Krebs (Lima, Perú) es una periodista, escritora y crítica de arte peruana residente en España desde 1984. Ha desarrollado su carrera profesional en el diario El País como redactora y crítica de arte en la sección de Cultura. Ha sido comisaria de diversas exposiciones y ha contribuido a la difusión y reconocimiento del arte peruano en España.

## Biografía
Fietta Jarque redactora  y crítica de arte en la sección de Cultura del diario español El País, tuvo a su cargo las páginas de arte del suplemento Babelia durante más de una década. En la web de este periódico hay una completa relación de todos los artículos escritos por Jarque.

## Libros
En 1998, publicó su primera novela Yo me perdono (Alfaguara). Una novela en torno a la magia de la construcción de la iglesia de Andahuaylillas (Cusco) en el siglo XVII.  En la novela, Jarque intenta desentrañar el choque de culturas y costumbres que han convivido y conviven en Perú.
Es autora del libro Cómo piensan los artistas, que reúne 50 entrevistas con artistas contemporáneos internacionales, publicado en FCE en 2015. 
En 2016 colaboró en la redacción de La vida sin dueño, memorias del pintor Fernando de Szyszlo (Alfaguara).
Donde Dennis Hopper perdió el poncho editado por Seix Barral /Perú, 2021. Es una crónica de una película enloquecida y maldita que rodó Dennis Hopper en Perú 1971

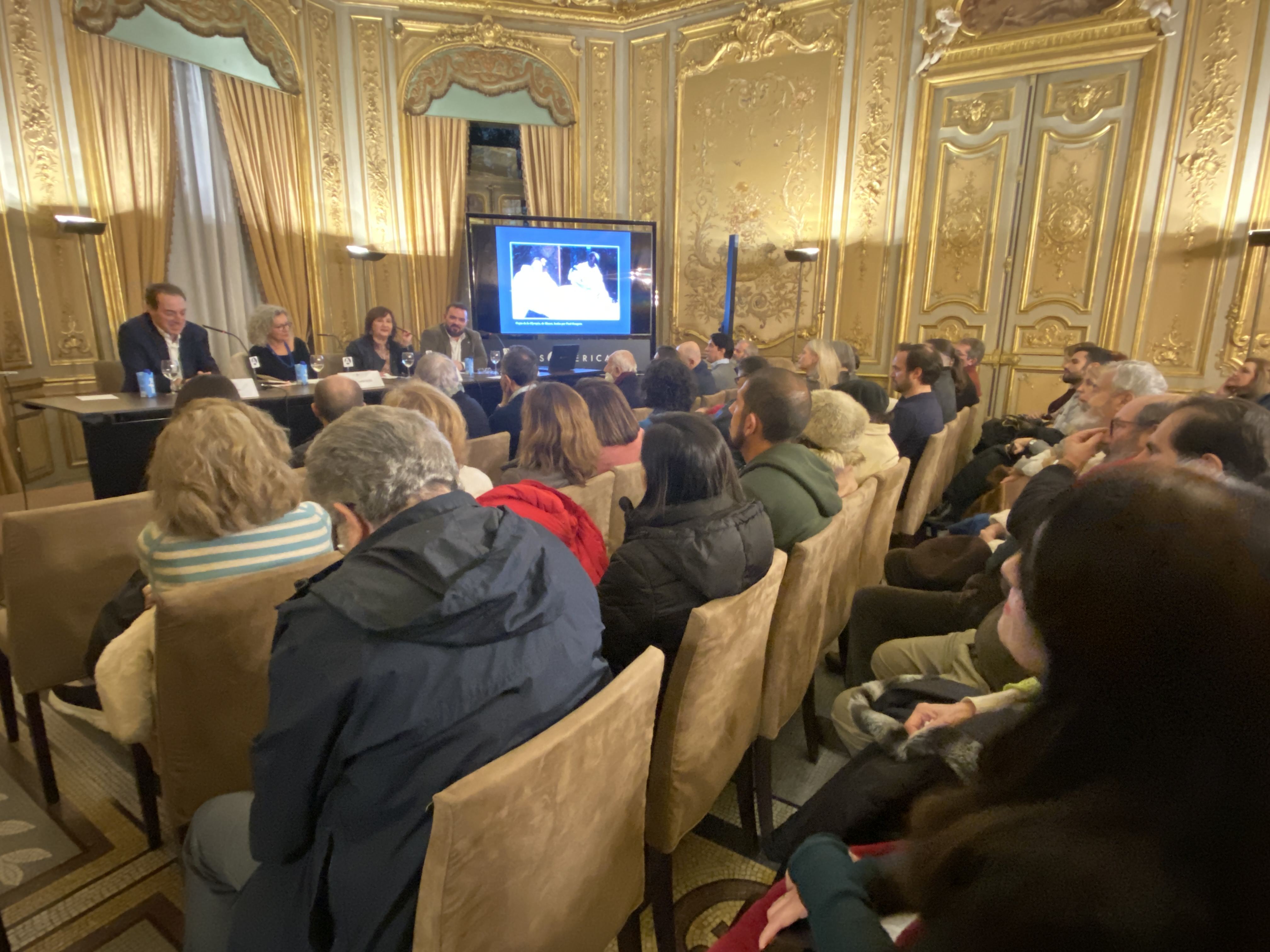
En la presentación de su libro en la Sala Miguel de Cervantes de Casa de América en enero 2023

Madame Gauguin editado por Fondo de Cultura Económica, 2022. Una novela sobre la hija de la pionera feminista Flora Tristán y madre del pintor Paul Gauguin. Presentada en Madrid en Casa de América en la Sala Miguel de Cervantes en enero del 2023.

## Comisariado de  exposiciones
Desde 2012 ha comisariado varias exposiciones en el Museo de Arte Contemporáneo (MAC) de Lima. Entre otras exposiciones, cabe destacar Baldomero Pestana. Retratos Peruanos en el Museo de Arte Contemporáneo de Lima (MAC).
En el año 2019, Perú fue el país invitado en la feria de arte contemporáneo de Madrid ARCO. Para este internacional evento, Jarque organizó por encargo del Ministerio de Cultura del Perú un programa de exposiciones paralelas sobre el arte en Perú a través de un extenso relato en el tiempo ya que se remonta dos mil años y llega hasta el arte contemporáneo del presente. En esta gran panorámica, muestra  cómo los artistas peruanos actuales hacen referencias a su historia y particularidades sociales respecto al arte, en algunos casos a su milenario pasado. En el Cultural del ABC da cuenta en una entrevista en la que expone la necesidad de difundir el arte peruano en la plataforma internacional creada en torno a ARCO.

## Editorial digital
Jarque, con el fin de difundir la cultura peruana, crea una editorial para promocionar autores peruanos tanto clásicos como contemporáneos mediante la creación  de una librería generalista especializada en autores y libros peruanos. Después de trabajar más de treinta años como redactora en las páginas culturales de El País y del suplemento Babelia,  decide aportar su amplia experiencia y crear en Perú, en 2012, la editorial digital, PLibros, complementada por la librería de libros electrónicos, Kiputeca. La editorial tiene como misión editar en digital autores peruanos tanto clásicos como ya reconocidos que no han tenido distribución y difusión suficiente.